# Список приглашённых звёзд в «Южном Парке»

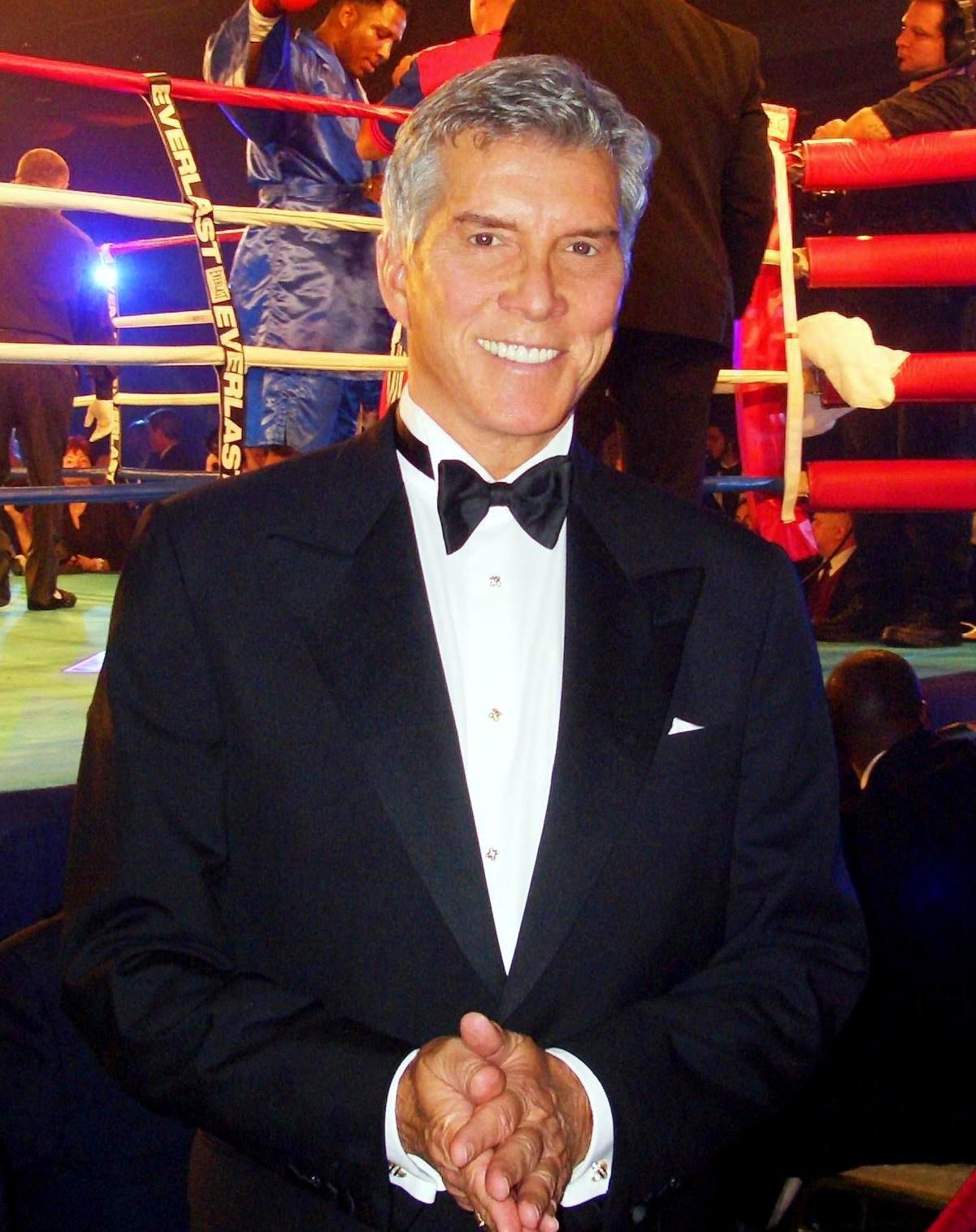
Профессиональный диктор на ринге Майкл Баффер появился в качестве гостя в «Damien», в котором он произнес свою фирменную фразу: "Приготовимся к драке!"

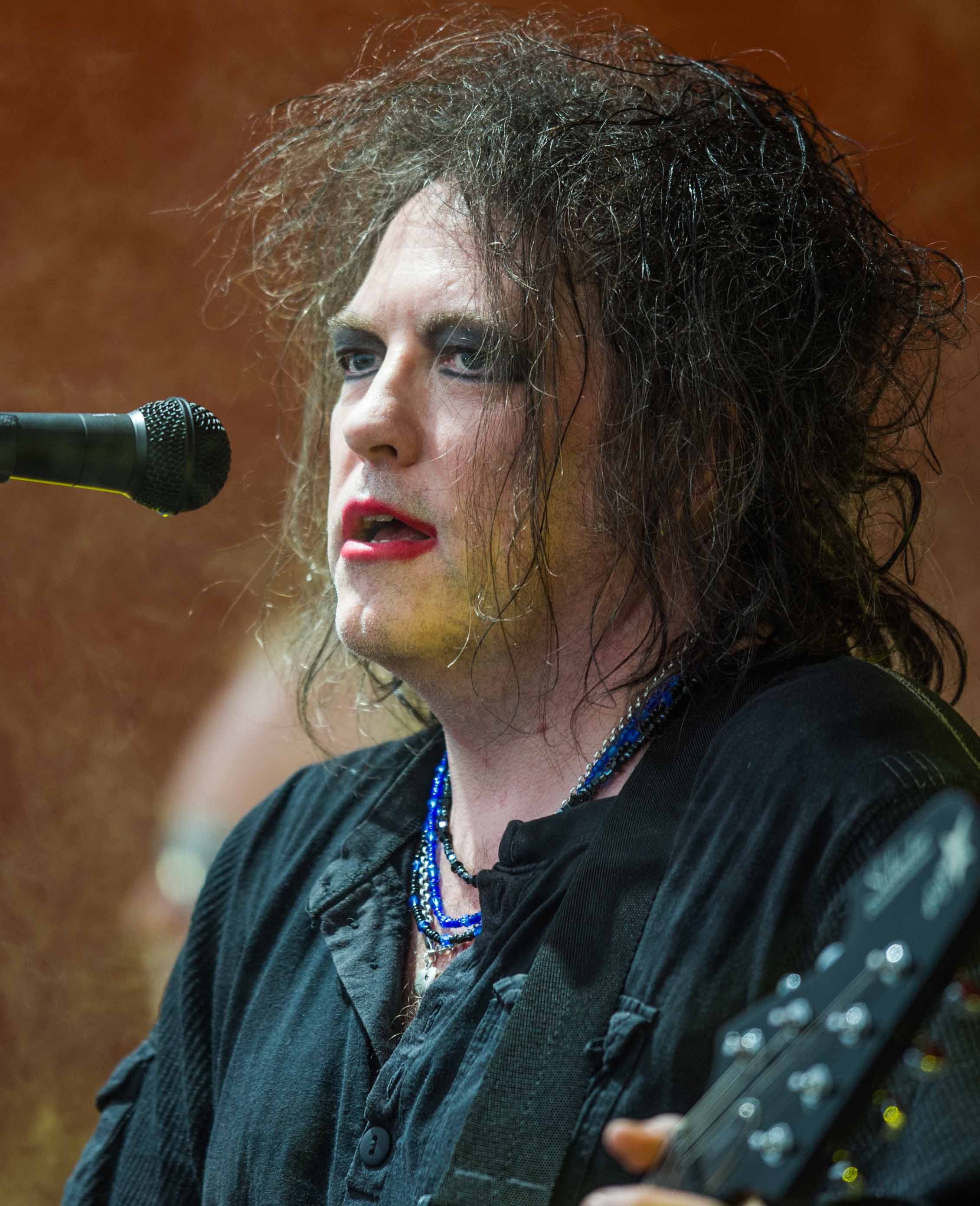
Роберт Смит, который появился в «Mecha-Streisand» в роли самого себя, был выбран потому, что сосоздатель «Южного парка» Трей Паркер был поклонником его музыки.

Южный парк (англ. South Park) — американский мультсериал, созданный Треем Паркером и Мэттом Стоуном для телеканала Comedy Central. На протяжении всего сериала многие знаменитости играли приглашенные роли в следующих эпизодах.

## 1 сезон
- Эпизод 4: "Big Gay Al's Big Gay Boat Ride"
  - Джордж Клуни в роли Спарки[1]
- Эпизод 10: "Damien"
  - Майкл Баффер в роли самого себя[2]
- Эпизод 11: "Tom's Rhinoplasty"
  - Наташа Хенстридж (указана как «The Chick from Species» (рус. Цыпочка из «Особи») в начальных титрах) в роли мисс Эллен[3]
- Эпизод 12: "Mecha-Streisand"
  - Роберт Смит в роли самого себя[4]
- Эпизод 13: "Cartman's Mom Is a Dirty Slut"
  - Джей Лено в роли мистера Китти[1]

## 2 сезон
- Эпизод 7: "City on the Edge of Forever"[5]
  - Генри Уинклер в роли страшного монстра
  - Джей Лено в роли самого себя
  - Брент Мусбургер[англ.] в роли ноги Сказложопа
- Эпизод 8: "Summer Sucks"
  - Джонатан Кац в роли Доктора Каца[6]
- Эпизод 14: "Chef Aid"[7]
  - Джо Страммер в роли самого себя
  - Rancid роли самих себя
  - Оззи Осборн в роли самого себя
  - Ween?! роли самих себя
  - Primus роли самих себя
  - Элтон Джон в роли самого себя
  - Мит Лоуф в роли самого себя
  - Рик Джеймс в роли самого себя
  - DMX в роли самого себя
  - Devo в роли самих себя

## 3 сезон
- Эпизод 1: "Rainforest Shmainforest"
  - Дженнифер Энистон в роли Мисс Стивенс[8]
- Эпизод 10: "Korn's Groovy Pirate Ghost Mystery"
  - Korn (Джонатан Дэвис, Джеймс Шаффер, Брайан Уэлч, Реджинальд Арвизу, Дэвид Сильверия) в роли самих себя[9]

## 4 сезон
- Эпизод 1: "The Tooth Fairy's Tats 2000"
  - Ричард Белзер в роли Луги[10]
- Эпизод 6: "Cherokee Hair Tampons"[11]
  - Чич Марин в роли Карлоса Рамиреса
  - Томми Чонг в роли Вождя Бегущий Мустанг
- Эпизод 14: "Pip"
  - Малкольм Макдауэлл в роли рассказчика («Типичный англичанин»)[12]
- Эпизод 17: "A Very Crappy Christmas"
  - Луис Прайс[англ.] (указан как Льюис Прайс) в роли певческого голоса Корнуоллиса[13]

## 5 сезон
- Эпизод 4: "Scott Tenorman Must Die"
  - Radiohead в роли самих себя[14]

## 7 сезон
- Эпизод 4: "I'm a Little Bit Country"
  - Норман Лир в роли Бенджамина Франклина[15]

## 9 сезон
- Эпизод 3: "Wing"
  - Винг[англ.] в роли самой себя[16]

## 10 сезон
- Эпизод 1: "The Return of Chef"
  - Питер Серафинович в роли Дарт Шефа[17]

## 15 сезон
- Эпизод 7: "You're Getting Old"
  - Билл Хейдер в роли фермера #2[18][19][20]

## 16 сезон
- Эпизод 6: "I Should Have Never Gone Ziplining"[21]
  - Майкл Зазарино в роли живого Стэна
  - Брэндон Хардести[англ.] в роли живого Картмана
- Эпизод 7: "Cartman Finds Love"
  - Брэд Пейсли в роли самого себя[22][23]

## 17 сезон
- Эпизод 1: "Let Go, Let Gov"
  - Билл Хейдер в роли Алека Болдуина[24]

## 18 сезон
- Эпизод 3: "The Cissy"
  - Сиа в роли Лорд[25]
- Эпизод 7: "Grounded Vindaloop"
  - Билл Хейдер в роли Стива
- Эпизод 8: "Cock Magic"
  - Питер Серафинович в роли комментатора состязания
- Эпизод 9: "#REHASH"
  - Пьюдипай в роли самого себя[26]
- Эпизод 10: "#HappyHolograms"
  - Билл Хейдер в роли Стива
  - Пьюдипай в роли самого себя[26]

## 19 сезон
- Эпизод 7: "Naughty Ninjas"
  - Билл Хейдер в роли Тома
- Эпизод 8: "Sponsored Content"
  - Билл Хейдер в роли Тома
- Эпизод 9: "Truth and Advertising"
  - Билл Хейдер в роли Тома

## 20 сезон
- Эпизод 8: "Members Only"
  - Илон Маск в роли самого себя
- Эпизод 9: "Not Funny"
  - Илон Маск в роли самого себя
- Эпизод 10: "The End of Serialization as We Know It"
  - Илон Маск в роли самого себя

## 21 сезон
- Эпизод 5: "Hummels & Heroin"
  - Джош Гэд в роли Маркуса Престона

## 22 сезон
- Эпизод 5: "The Scoots"
  - Лекс Лэнг[англ.] в роли рассказчика